# Borm
|  | No s'ha de confondre amb Virus del brom o Aurelia aurita. |

El borm és una malaltia contagiosa bacteriana que afecta els equins (cavalls, ases i mules) però que es pot transmetre a les ovelles, les cabres, els gossos, els gats i altres animals, inclòs l'ésser humà. És causada pel bacteri Burkholderia mallei i es caracteritza per lesions nodulars, situades a l'aparell respiratori i a la pell, que s'obren fàcilment. Aquesta zoonosi sovint dura diversos anys i principalment produeix inflamació i fluix de la membrana pituïtària. Es tracta amb l'antibiòtic sulfadiazina durant almenys un mes.